# Draâ El-Kaïd
Draâ El-Kaïd (en árabe: ذراء القايد‎) es un municipio (baladiyah) de la provincia o valiato de Bugía en Argelia. En abril de 2008 tenía una población censada de 29 221 habitantes.
Se encuentra ubicado al norte del país, en la región de Cabilia, al este de Argel y junto a la costa del mar Mediterráneo.